# Smalfåfoting
Smalfåfoting (Allopauropus gracilis) är en mångfotingart som först beskrevs av Hansen 1902.  I den svenska databasen Dyntaxa används istället namnet Decapauropus gracilis. Enligt Catalogue of Life ingår smalfåfoting i släktet småfåfotingar och familjen fåfotingar, men enligt Dyntaxa är tillhörigheten istället släktet Decapauropus och familjen fåfotingar. Arten är reproducerande i Sverige. Inga underarter finns listade i Catalogue of Life.